# Sasso Vernale
El Sasso Vernale (3.058 m.) és una muntanya del Grup de la Marmolada a les Dolomites. Es troba a la frontera entre la província de Belluno (Veneto) i la província de Trento (Trentino-Alto Adige).

## Característiques
És situada davant a la paret sud de la Marmolada. La cima ha estat relacionada amb esdeveniments de la Primera Guerra Mundial.
El toponim deriva, molt probablement, del llatí "ver" = primavera, ja que el Sasso Vernale es troba exactament a l'est respecte del santuari de S. Giuliana, el principal santuari de la Vall de Fassa, prop de Vigo di Fassa: aquí es veu sortir el sol en els dos dies dels equinocci, quan l'astre diürn té exactament declinació 0° i azimut 90°. Sasso Vernale significa així Sasso de la Primavera ja que quan la població de la Vall de Fassa, en època pre-cristiana i després ladina, veia el sol sorgir darrere del Sasso Vernale sabia que era el primer dia de primavera (en llatí: primum ver) o de la tardor.

## Pujada al cim
Es pot pujar al cim partint del Refugi Onorio Falier (2.074 m), o partint del Pas San Pellegrino o del Refugi Contrin.